# Comtat d'Orleans (Vermont)
Orleans és un comtat al nord-est de l'estat de Vermont, als Estats Units. En el cens del 2020 tenia una població de 27.393 habitants. La seva seu de comtat és la ciutat de Newport. El comtat fou creat el 1792 i organitzat el 1799. Com a la resta de Nova Anglaterra, s'han atorgat pocs poders governamentals al comtat.

## Història
Els Rogers' Rangers es veieren obligats a retirar-se al comtat després del seu atac a Saint-François-du-Lac, Quebec, el 1759. Per confondre els seus perseguidors venjadors, es separaren a la riba est del llac Memphremagog. Un grup va seguir el riu Clyde. Un altre va seguir el riu Barton cap al sud fins a les cascades a la desembocadura del Crystal Lake, on pogueren pescar. Des d'allí, continuaren cap al sud, passant pel cim, fins a la vall del riu Passumpsic.
La Corona Britànica envià agrimensors per a delimitar la frontera entre les seves dues colònies del Canadà i Amèrica d'acord amb l'Acta de Quebec del 1774. En un principi aquest havia de correspondre al paral·lel 45 nord. El resultat, però, fou una línia torta de fins a .75 milles (1.21 km) al nord d'aquesta frontera prevista. Això es va resoldre a favor de la línia torta pel Tractat Webster-Ashburton del 1842. Això va afectar el comtat d'Orleans, en particular Derby Line, que d'altra manera hauria tornat a ser del Canadà.
El 1779 o 1780 el general Moses Hazen construí la carretera militar Bayley-Hazen des de Newbury, passant per Hardwick, Greensboro, Craftsbury i Albany fins a Hazen's Notch, al nord de Vermont. Aquesta carretera havia d'ajudar a envair el Canadà. Mai es feu servir amb aquest propòsit, però esdevingué fonamental en l'assentament en aquesta zona. Tanmateix, passaren cinc anys o més abans que la zona salvatge fos habitada per persones que no fossin uns quants indis abenakis, i això durant l'estiu.
Vermont fou dividit en dos comtats el març de 1778. El 1781 la legislatura dividí el comtat més septentrional, Cumberland, en tres comtats: Windham i Windsor, situats més o menys on són avui dia. La resta del nord es deia comtat d'Orange. Aquest darrer tram gairebé corresponia a l'antic comtat de Gloucester, a Nova York, organitzat per aquesta província el 16 de març de 1770, amb Newbury com a shire town.
L'estat concedí un town a Ebenezer Crafts i seixanta-tres associats el 6 de novembre de 1780. El nom de la ciutat fou canviat a Craftsbury, en honor d'Ebenezer Crafts, el 27 d'octubre de 1790. Crafts fou el primer poblador del comtat.
El 3 de setembre del 1783, a conseqüència de la signatura del Tractat de París, la Guerra de la Independència acabà amb el reconeixement per part de la Gran Bretanya de la independència dels Estats Units. La frontera de Vermont amb el Quebec s'establí a 45 graus de latitud nord.
De 1791 a 1793 Timothy Hinman construí el que ara s'anomena "Hinman Settler Road", que unia Greensboro cap al nord amb Derby i Canadà.
El 5 de novembre de 1792 la legislatura dividí els comtats de Chittenden i Orange en sis comtats separats, de la manera següent: Chittenden, Orange, Franklin, Caledonia, Essex i Orleans. No es coneix la raó pel qual el comtat duu el nom d'Orleans, França.
Orleans perdré territori quan es creà el nou comtat de Jefferson el 1797.
El 1810 Runaway Pond inundà sobtadament la vall del riu Barton amb 1.988.000.000  1,988,000,000 galons d'EUA (7.53×109 l; 1.655×109 imp gal)  d'aigua en la catàstrofe natural més gran de la història post-colombina del comtat d'Orleans. Increïblement, no hi hagué cap mort.
El 27 de desembre de 1813 el comtat fou envaït per la milícia britànica de la propera Stanstead, Quebec, durant la Guerra de 1812 per tal de destruir una caserna indefensa a Derby i per buscar subministraments. No resultà ningú ferit. Fins a la invasió, els habitants locals, com la majoria dels habitants de Nova Anglaterra, s'oposaven a la guerra. Alguns havien passat subministraments de contraban als britànics. Després de la invasió, l'entusiasme pels seus veïns disminuí substancialment.
El juny de 1816 va portar 1 peu (0.30 m) de neu al comtat seguida de devastació agrícola. El 1816 va ser conegut com l'Any sense estiu .
Quan es va formar el comtat de Lamoille a l'octubre de 1835, Orleans va perdre els towns d'Eden, Hyde Park, Morristown i Wolcott.
El 1858 Barton (i el comtat d'Orleans) van obtenir un terreny triangular de Sheffield (i el comtat de Caledonia) que incloïa tot May Pond, tota la zona al sud de Crystal Lake i el village de South Barton.
El 1860 l'estat era un dels principals productors de llúpol del país. Els comtats d'Orleans i Windsor lideraven l'estat. Aquest cultiu va arribar convenientment com a substitut de la desaparició del comerç d'ovelles merines. El llúpol també va desaparèixer. Hi confluïren diversos factors: malalties de les plantes el 1909, la migració de plantacions a Califòrnia del 1853 al 1910, on el cultiu es feia de manera més eficient, i la Llei seca tant a nivell estatal com nacional.
Durant la Guerra Civil, la Companyia D del 4t Regiment d'Infanteria de Vermont fou reclutada principalment del comtat d'Orleans.
En resposta a una crida del govern voluntaris del comtat s'uniren a l'Exèrcit de la Unió. El setembre del 1861 s'uniren al 6è Regiment d'Infanteria de Vermont i ajudaren a completar la Companyia D. El regiment finalment va passar a formar part de la Primera Brigada de Vermont.
El 1864 foren capturats 267 homes de l'11è Regiment d'Infanteria de Vermont a la batalla del ferrocarril de Weldon durant la campanya d'Overland, avui més coneguda com la Batalla de Jerusalem Plank Road. Va ser una font considerable de preocupació local quan es va saber que aquests presoners havien estat duts a la presó d'Andersonville, un lloc conegut, ja llavors, per les seves males condicions de vida. D'aquests presoners, 54 eren del comtat d'Orleans. Molts d'aquests van morir a la presó.
Abans de la Guerra Civil començà a arribar immigració francesa al comtat.
Com la resta de l'estat, el comtat d'Orleans envià fins a una quarta part dels seus homes elegibles a la Guerra Civil, i un deu per cent d'aquests hi perderen la vida. D'altres van tornar massa mutilats per continuar treballant a les seves granges, que la majoria de voluntaris havien abandonat. La sobtada oferta de moltes granges a la venda a mitjans de la dècada de 1860 provocà una caiguda precipitada dels preus agrícoles. Els propers francocanadencs ho aprofitaren. De resultes d'això i de la pèrdua de mà d'obra agrícola nativa cap a altres estats, Vermont, en particular la part nord, en aquell moment rebé molts immigrants i durant el tombant del segle XX.
El 1903 el comtat adquirí una presó capaç d'allotjar unes 350 persones anualment. Arribà a acollir 140 persones alhora, arran d'un concert de rock amb molta assistència el 1973. La presó va tancar el 1995. Està inclòs al Registre Nacional de Llocs Històrics.
El 1903 una llei estatal permeté que cada town decidís permetre la venda de licors als seus límits. El 1905 cap town del comtat permetia la venda de begudes alcohòliques. El canvi no va ser tan dràstic, ja que la llei estatal havia prohibit teòricament l'alcohol abans de 1903, però aquesta llei s'aplicava de manera desigual. El 2017 els towns de Derby, Jay i Westmore, el village d'Orleans i la ciutat de Newport permeten la venda de licors en punts de venda autoritzats pel Departament de Control de Begudes Alcohòliques de Vermont.
El 1910 hi havia 2.800 granges al comtat, que en conjunt tenien 27.000 vaques, produint 15,000,000 lliures (6,800,000 kg) de llet anualment.
El 2008 l'estat va notificar als residents d'Albany, Craftsbury, Irasburg, Lowell, Newport Town, Troy, Westfield i sis towns dels comtats adjacents de Lamoille i Franklin que una revisió dels registres mèdics del 1995 al 2006 havia revelat que els residents a menys de 10 milles (16 km) de l'antiga mina d'amiant a Belvidere Mountain tenia taxes d'asbestosi superiors al normal. El govern estatal i federal continuen estudiant aquest afer. Una crítica posà de relleu que aquest estudi es basava en tres persones, no identificades, que moriren d'asbestosi entre 1995 i 2005, d'una població total de 16.700 habitants. L'abril del 2009 el Departament de Salut de Vermont publicà un estudi revisat que conclogué que totes les morts relacionades amb la mina d'amiant van ser causades per l'exposició laboral. L'informe també concloïa que les persones que vivien a prop de les mines no tenien un risc més gran de patir malalties relacionades amb l'amiant que les persones que vivien en qualsevol altre lloc de Vermont. Tot i això, encara caldrà netejar el lloc. El 2009 el cost previst de la neteja era de 300 milions de dòlars.
In 2008, the state notified residents of Albany, Craftsbury, Irasburg, Lowell, Newport Town, Troy, Westfield and six towns in the adjacent counties of Lamoille and Franklin, that a review of health records from 1995 to 2006 had revealed that residents within 10 milles (16 km) of the former asbestos mine on Belvidere Mountain had higher than normal rates of contracting asbestosis. The state and federal government continues to study this problem. A critic replied that the entire basis of the study were three unidentified people who died from asbestosis 1995-2005 out of a total population of 16,700. In April 2009 the Vermont Department of health released a revised study which found that all of deaths related to the asbestos mine were caused by occupational exposure. The report also concluded that people living near the mines had no increased risk of asbestos related illness than people living anywhere else in VermontHowever, the site will still need to be cleaned. In 2009, the expected cost of cleanup was $300 million

## Geografia
Segons l'Oficina del Cens el comtat té una superfície de 721 milles quadrades (1,870 km2)  de les quals 693 milles quadrades (1,790 km2) son terra ferma i 28 milles quadrades (73 km2)   (3,9%)  son cobertes per les aigües. Té la superfície més gran dels tres comtats que formen Northeast Kingdom.
El punt més alt del comtat és Jay Peak, al town de Jay, amb 3,858 peus (1,176 m). La més baixa és la superfície del llac Memphremagog a 682 peus (208 m).
El comtat està drenat principalment per quatre sistemes fluvials: els rius Barton, Black, Clyde i Missisquoi. Els tres primers van cap al nord. L'últim serpenteja cap a l'oest a través del Canadà i els Estats Units. Hi ha una excepció a l'extrem sud del comtat: Greensboro, Craftsbury i el sud de Glover estan drenats en gran part al sud i a l'oest pel riu Lamoille. El comtat és l'únic de l'est de Vermont que drena cap al nord com a part de la conca del St. Lawrence. Tots els comtats de Vermont directament al sud (i a l'est de Green Mountains) desemboquen al riu Connecticut, de la mateixa manera que gran part del Essex, a l'est.
El riu Barton drena el llac Crystal, corre cap al nord travessant Barton, Brownington, Coventry i desemboca a través de Newport al llac Memphremagog . La conca del riu Barton també abasta els towns de Derby, Irasburg, Westmore i els cossos d'aigua de Willoughby Lake, Crystal Lake i els estanys Shadow i Parker.
El riu Black, d'unes 30 milles (48 km) de longitud, sorgeix en alguns estanys de Craftsbury i passa per Albany, Irasburg i Coventry. Arriba al llac Memphremagog a Salem. La conca també inclou Albany, Lake Eligo i els Hosmer Ponds.
El riu Clyde té quatre preses hidroelèctriques abans d'arribar al llac Memphremagog. La conca hidrogràfica inclou Brighton (comtat d'Essex), Charleston, Morgan, Derby, Seymour Pond, Echo Lakes i els estanys d'Island, Clyde i Pensioner.
A banda, les conques dels rius canadencs de Coaticook i Tomifobia inclouen Derby, Holland i Norton Pond, Holland Pond i Great i Little Averill Ponds.
És el comtat de l'estat que té més estanys.

### Fauna
La zona és propícia per als ocells cantaires degut a la seva ubicació septentrional, els boscos boreals, els cims de les muntanyes, les masses d'aigua i els aiguamolls. Un inventari del juny de 2012 va trobar les espècies següents: la bosquerola reietó, l'enganyapastors cridaner septentrional, el becadell de Wilson, el mosquer dels verns, el vireó melodiós, el vireó ullvermell, el cargolet hivernal, la griveta boscana, la griva americana, la griveta canyella, el mim gris, bosquerola emmascarada comuna, la bosquerola de flancs castanys, la bosquerola xivitona, la bosquerola gorjanegra, la bosquerola pitgroga, la bosquerola cua-roja, el sit gorjablanc, el cardenal anyil de front lila, el sergent ala-roig, l'àguila peixatera, la cadernera americana, pigargs, el morell de collar, el bec de serra coronat, el cabusset becgròs, el corb marí orellut, el bernat americà, el pigarg americà, el rascló de Virgínia, el gavià argentat americà, la gavina de Delaware, el falciot cuaespinós de les xemeneies, l'alció gegant nord-americà, el cargolet d'aiguamoll, el cargolet americà, la siàlia oriental, la bosquerola dels pins, la bosquerola zebrada, el sit pardalenc de praderia, el cardenal vermell, la pradenca oriental, el bobolinc, l'oreneta de ribera comuna, l'oreneta dels cingles, l'oreneta, el grèvol crestat, el pica-soques pitblanc, el colibrí de gorja robí, el vireó capblau, el pica-soques del Canadà, sit de Lincoln, el cardenal pit-rosat, pinsà porpra, lluer dels pins, la bosquerola del Canadà, la bosquerola de capell cendròs, la bosquerola de Nashville, el bruel americà, la bosquerola emmascarada ploranera, el junco fosc i l'oreneta eriçada septentrional. També se sabia que a la zona hi vivien: gall dindi salvatge, el bitó nord-americà, l'aligot alaample, el falcó pelegrí, el picot negre nord-americà, el picot garser pilós, la piranga escarlata, la becada americana, la griveta de Bicknell, la bosquerola estriada, l'aligot alaample i la griveta costanera. També la cornella nord-americana, i el xoriguer El 2013 un inventari separat va afegir la calàbria grossa, el gaig nord-americà, el morell d'Islàndia, el repicatalons de Lapònia, l'ànec fosc americà, el piuí olivaci, el trencapinyes, la gavina de Bonaparte i l'aligot calçat.
Nature Conservancy (servei de conservació de la natura) ha actuat per protegir les zones contra el desenvolupament. Entre elles hi ha: May Pond, Barton, Wheeler Mountain, la platja nord del Willoughby Lake, Westmore Town Forest, l'àrea de gestió de vida silvestre de Willoughby Falls i l'àrea de gestió de vida silvestre de South Bay (Memphremagog).

### Clima
La temporada de creixement mitjana és d'uns 130 dies sense glaçades a l'àrea de Newport. Com que aquest és el punt més baix del comtat, la temporada sol ser més curta en altres llocs del comtat ja que es troben a major alçada.
Els tornados han colpejat el comtat quatre cops entre el 1950 i 1995, tots classificats com a F1, i un d'aquests provocà ferits. Aquest nivell és 2,7 vegades inferior a la mitjana nacional.
El 5 de febrer de 1995 Jay Peak va rebre 42.0 polzades (107 cm) de neu, la major nevada en un dia mai registrada a Vermont.

#### Canvi climàtic
Al segle XX el comtat fou classificat com a zona tres en la zona climàtica de resistència. La majoria de plantes que normalment serien tolerants fins a la zona quatre, s'hi desenvolupen bé el 2014; fins i tot algunes que són de la zona cinc. Les temporades de creixement han anat augmentant 3,7 dies per dècada des del 1974.

### Comtats i municipalitats adjacents
- Comtat d'Essex - est
- Comtat de Caledonia - sud
- Comtat de Lamoille - sud-oest
- Comtat de Franklin - oest
- Municipi regional del comtat de Brome-Missisquoi, Quebec - nord-oest
- Municipi regional del comtat de Memphrémagog, Quebec - nord
- Municipi regional del comtat de Coaticook, Quebec - nord-est

### Comunitats
Ciutat
- Newport (shire town)

Towns
- Albany
- Barton
- Brownington
- Charleston
- Coventry
- Craftsbury
- Derby
- Glover
- Greensboro
- Holland
- Irasburg
- Jay
- Lowell
- Morgan
- Newport (town)
- Troy
- Westfield
- Westmore

Villages
Tot i que els villages incorporats poden ser divisions censals separades, encara formen part dels towns circumdants.
- Albany - town d'Albany
- Barton - town de Barton
- Beebe Plain - town no incorporat de Derby
- Derby Center - town de Derby
- Derby Line - town de Derby
- Troy North - town de Troy
- Orleans - town de Barton

Llocs designats pel cens
- Coventry
- Glover
- Greensboro
- Greensboro Bend
- Irasburg
- Lowell
- Newport Center
- Troy

Altres
- Lindsay Beach
- Derby North

## Demografia
S'estima que al comtat hi viuen 2.500 veterans.

### Cens del 2010
Segons el cens del 2010 al comtat hi havia 27.231 persones, 11.320 llars i 7.298 famílies. resultant-ne una densitat de població de 39.3 habitants per milla quadrada (15.2/km2).  Hi havia 16.162 habitatges amb una densitat mitjana de 23.3 per milles quadrades (9.0/km2)  De les 11.320 llars, en el 27,9% hi vivien menors de 18 anys, el 50,0% eren parelles casades vivint plegades, el 9,6% tenien una dona cap de família sense marit present, el 35,5% no eren famílies i el 27,8% de totes les llars estaven formades per una sola persona. De mitjana a les llars hi vivien 2,33 persones, augmentant a  2,81 en el cas d'habitatges ocupats per famílies. L'edat mediana era de 43,7 anys.
La renda mediana per llar al comtat era de 40.202 dòlars i la renda mediana familiar de 48.845 dòlars. Els homes tenien una renda mediana de 33.979 dòlars enfront dels 29.559 dòlars de la de les dones. La renda per càpita del comtat era de 20.652 dòlars. Un 9,8% de les famílies i el 14,3% de la població estaven per sota del llindar de la pobresa, entre aquests el 15,6% dels menors de 18 anys i el 14,2% dels majors de 65 anys.

## Govern
El 2007 els impostos sobre la propietat medians al comtat eren de 1.940 dòlars, cosa que el situava en el lloc 265 de 1.817 comtats del país amb poblacions superiors a 20.000 habitants.
El pressupost per al 2006 era de 428.612,51 dòlars. Els impostos municipals representaven més del 65% dels ingressos pressupostats. L'estat va complir íntegrament el pressupost. Gairebé el 32% dels diners es destinà al personal judicial. Més del 22% dels diners es van destinar a les despeses del Departament del Sheriff.

### Judicial
El jutge del Tribunal de Districte periòdicament es trasllada a un altre comtat. El Tribunal Suprem de l'estat ha d'aprovar aquests trasllats.
Amb un sol jutge, el Tribunal de Districte pot oir fins a tres judicis amb jurat al mes. El 2017 hi havia 40 persones que es declaraven innocents a l'espera de judici. El jutge que presideix el tribunal de districte és Howard E. VanBenthuysen. L'administradora del tribunal és Gaye Paquette. L'advocada de l'Estat (electa) és Farzana Leyva.
L'oficina del xèrif és al número  5578 US Rte 5, Newport, Vermont. La xèrif (electa) és Jennifer Harlow. Va ser nomenada originalment pel governador Phil Scott per ocupar la vacant restant de Kirk Martin, que es va jubilar.
El departament del xèrif va ser notícia nacional el 2012, quan un conductor d'un tractor gran va conduir deliberadament i va destrossar almenys sis cotxes patrulla, d'una flota d'11. Es creu que el conductor estava molest per haver estat arrestat prèviament per la policia de la ciutat de Newport, i no pel xèrif.

### Resultats electorals
El 1828 el comtat d'Orleans votà majoritàriament pel candidat del Partit Republicà Nacional John Quincy Adams.

El 1832 el comtat votà majoritàriament pel candidat del Partit Antimaçònic William Wirt.
Des de William Henry Harrison el 1836 fins a Winfield Scott el 1852, el comtat va votar pels candidats del Partit Whig.
Des de John Frémont el 1856 fins a Richard Nixon el 1960 (llevat el 1912, on el comtat votà majoritàriament pel candidat del Partit Progressista i expresident Theodore Roosevelt), el Partit Republicà va tenir una ratxa de 104 anys de victòries al comtat.
El 1964 el comtat d'Orleans votà majoritàriament pel president del Partit Demòcrata, Lyndon B. Johnson, que esdevingué no només en el primer candidat presidencial demòcrata a guanyar el comtat d'Orleans, sinó també a guanyar l'estat de Vermont en general. Després de la victòria de Johnson el 1964, el comtat seguí votant per candidats republicans durant 20 anys més, començant amb Richard Nixon el 1968 i acabant amb George Bush el 1988.
George Bush fill va guanyar el comtat d'Orleans l'any 2000, l'únic cop que el comtat donà suport a un republicà entre 1992 i 2020 . Donald Trump va perdre el comtat per poc marge de 26 vots el 2016. Trump finalment tornaria el comtat als republicans el 2024.
Normalment Orleans es situa entre els comtats més conservadors de Vermont, donant suport de manera aclaparadora al candidat presidencial demòcrata el 2008 amb gairebé el 63% dels vots. Cap town va donar suport a l'oponent republicà. No obstant això, el comtat només escollí republicans al senat i a la legislatura estatals i votà de manera aclaparadora per un governador i un tinent governador republicans, però demòcrates per a tots els altres càrrecs estatals.
A les eleccions generals de l'any 2000 el setanta-tres per cent dels votants anaren a votar.

## Economia
El 2008 un terç dels habitatges eren segones residències.
El 2003 la taxa de pobresa del comtat d'Orleans fou la més alta de tot Vermont. Els salaris medians foren els segons més baixos de l'estat. El 2011 el 23,1% dels residents van rebre cupons d'aliments. Això es compara amb el 15,2% de Vermont i el 14,8% a nivell nacional.
El març del 2008 la taxa d'atur sense correcció estacional era del 9,1%, la més alta de l'estat, amb una mitjana del 5,3%.
El 2003 hi havia 194 granges lleteres al comtat essent la tercera més gran de l'estat. El març del 2010 la quantitat de granges lleteres havia baixat a 139. El març del 2007 les granges del comtat van produir 29,585,000 lliures (13,420,000 kg) de llet. La quantitat d'explotacions agrícoles creixé entre el 1992 i el 2007. La superfície conreada baixà de 149,503 acres (60,502 ha) el 1992 a 130,308 acres (52,734 ha) el 2007.
Pel que fa als productes forestals, del 1988 al 2004, el comtat d'Orleans tingué el major augment d'ocupació a l'estat.
El comtat està empatat al primer lloc a Vermont amb el percentatge més alt de propietat de segones residències.

## Educació
Hi ha tres instituts públics al comtat: North Country Union High School (1.063 estudiants), Lake Region Union High School (396) i Craftsbury Academy (59). L'Acadèmia Wheeler Mountain, de 7è a 12è grau, ajuda els estudiants que tenen problemes emocionals, de comportament o d'aprenentatge. Hi ha 15 persones matriculades. La United Christian Academy és una escola religiosa privada de primària i secundària, amb 108 alumnes matriculats.
El 2008, no hi havia cap correlació entre el rendiment dels estudiants a les proves estandarditzades del Programa d'Avaluació Comuna de Nova Anglaterra i la pobresa (dinar gratuït). Les cinc escoles més riques es trobaven entre les deu amb pitjors resultats; de les cinc escoles més pobres, tres es trobaven entre les deu amb millor rendiment del comtat. Les escoles de la Unió de Supervisors Centrals d'Orleans (les quatre primeres) semblaven haver superat la Unió de Supervisors del Nord del País (vuit de les deu amb el pitjor rendiment).
Northeast Kingdom Learning Services, al village d'Orleans, és una agència sense ànim de lucre que gestiona un centre d'informació de serveis d'aprenentatge.
El Centre d'Educació Familiar de Central Orleans es va establir el 2002 per oferir serveis de guarderia, programes preescolars, programes extraescolars i classes d'educació per a migrants al village d'Orleans.

### Educació superior
Craftsbury Common acull el Sterling College, una institució acreditada de quatre anys amb gairebé un centenar d'estudiants.
La ciutat de Newport acull una sucursal del Community College of Vermont, que té matriculats gairebé 300 estudiants. Atorga un títol d'associat per aquests estudis de grau.

## Cultura
Al comtat hi ha tretze biblioteques totes elles corporacions del tipus 501(c). Entre aquestes hi ha dues biblioteques a temps complet, la famosa Haskell Free Library a Derby Line i la de la ciutat de Newport. La resta sovint tenen un bibliotecari remunerat a temps parcial. Gran part del personal són voluntaris. Un està dotat. La resta depèn de la recaptació de fons i de les contribucions municipals.
Els primers immigrants francesos eren eminentment catòlics, que és la religió pluralista al comtat actualment. El ball formal incloïa el galop .

## Salut i seguretat pública
Un 75% dels adults del comtat i les zones properes tenen sobrepès o obesitat. Orleans és el penúltim en salut a l'estat, degut a l'obesitat, l'abús de l'alcohol i el tabaquisme. Hi ha menys possibilitats de trobar un dentista o un metge de capçalera.

### Televisió
- W14CK - Canal 14; Newport. Antic repetidor de WWBI-LP Plattsburgh, Nova York; programació actual desconeguda.
- NEK-TV  - Canals 14 i 15;[97] Northeast Kingdom Television, Newport.[98]

També hi ha cobertura de les emissores de televisió CKSH-DT i CHLT-DT de Sherbrooke, Quebec, Canadà; tanmateix, Comcast no ofereix aquestes emissores, tot i que emeten CBFT-DT, CBMT-DT i CFCF-DT des de Montreal.

## Serveis públics i comunicació
Fairpoint Communications ofereix cobertura telefònica fixa a tot el comtat.
El 2007 AT&T comprà Unicel al comtat d'Orleans i, l'any següent, va substituir Unicel.

## Transport
La inauguració de la Interestatal 91 al nord de Barton el 9 de novembre de 1972 i l'obertura al sud del comtat el 1978 van afectar el comtat de manera semblant a l'obertura del ferrocarril un segle abans. El 1980 el comtat registrà el primer augment de població en un segle.
Derby té la major quantitat de kilòmetres de carreteres: 102; Westfield el que menys, amb 31.

## Persones notables
- Gilbert C. Lucier, darrer veterà supervivent de la Guerra Civil a Vermont, morí el 1944 a Jay.[103]